# Juan de Mariana
Juan de Mariana (Talavera de la Reina, 2 de abril de 1536-Toledo, 17 de febrero de 1624) fue un jesuita, teólogo e historiador español. Junto con Baltasar Gracián, Pedro de Ribadeneyra, Juan Eusebio Nieremberg y Francisco Suárez, configura un ejemplo muy representativo de los escritores e intelectuales españoles de la Compañía de Jesús durante el Siglo de Oro.

## Biografía
Fue hijo natural de Bernardina Rodríguez y de Juan Martínez de Mariana, deán de la colegiata de Talavera de la Reina. Por ello, fue bautizado en La Pueblanueva, un pueblo de su término judicial, el 2 de abril de 1536. Este humilde origen extramatrimonial le supuso a lo largo de su vida muchas afrentas que soportó con estoicismo. 
Hay que tener en cuenta que aún no se había celebrado el Concilio de Trento cuyo resultado fue, entre otros, consagrar el celibato de los sacerdotes.  
A los diecisiete años marchó a estudiar Artes y Teología en Alcalá de Henares, en una atmósfera saturada de Humanismo. El mismo día de su matrícula, entró en el noviciado de la Compañía de Jesús junto con Luis de Molina. Allí estuvo bajo la tutela de San Francisco de Borja y profesó en 1554 en Simancas. Acabó su formación sacerdotal en el colegio jesuita de Roma, donde a partir de 1561 fue uno de sus mejores profesores, contando entre sus alumnos al futuro cardenal Belarmino, que fue protector de Francisco Suárez. Cuatro años más tarde marchó a Loreto y luego fue enviado como profesor a Palermo en Sicilia, de forma que pasó un total de ocho años en Italia. En 1569 fue a París, donde recibió el grado de doctor y permaneció cinco años enseñando Teología tomista en la Sorbona. Su paso por las aulas parisinas coincidió con la conocida matanza de San Bartolomé de 1572, en que fueron asesinados numerosos hugonotes; dos años más tarde, en 1574, aceptaron su dimisión de la cátedra por motivos de salud y regresó a España por Flandes.

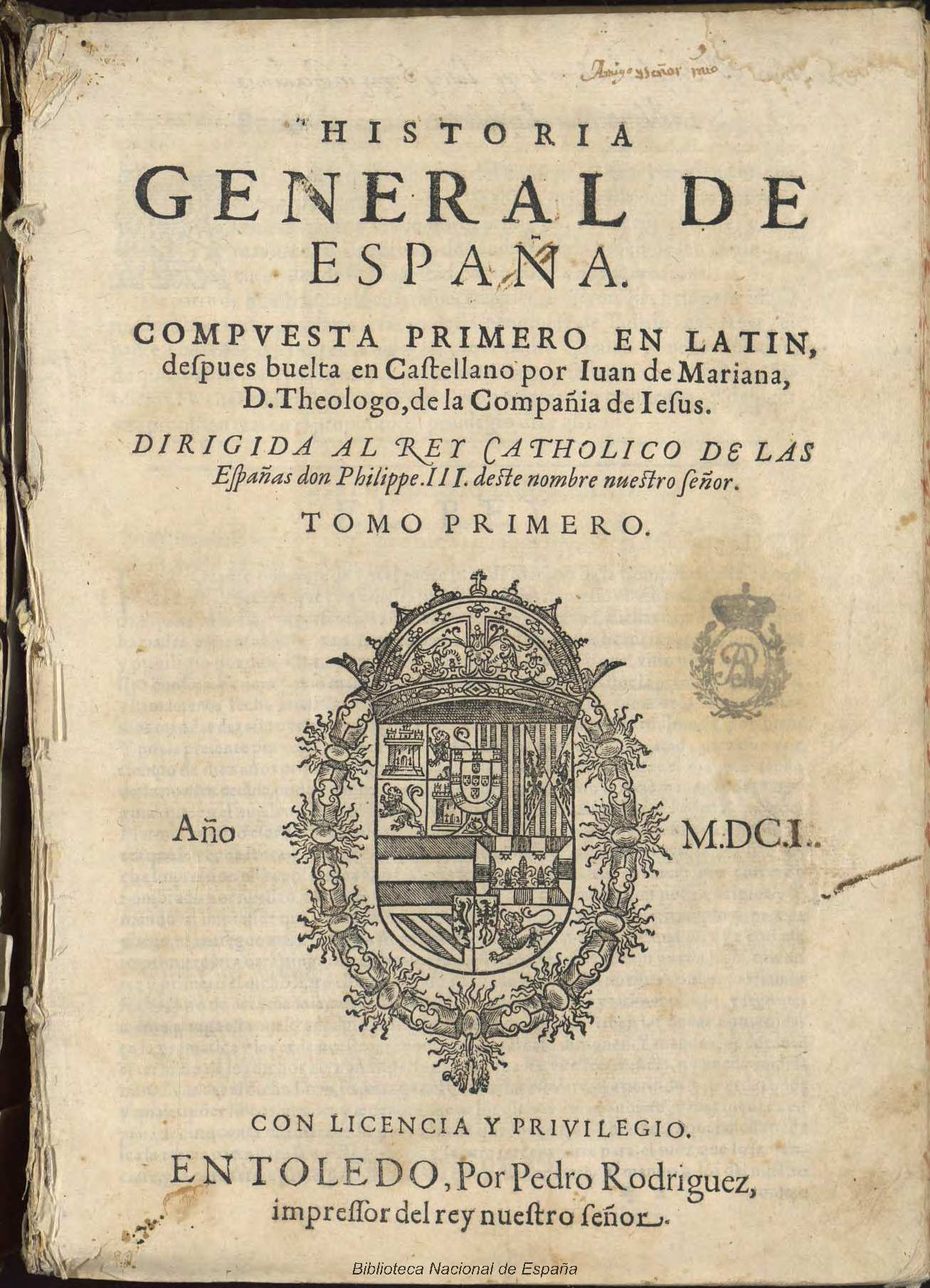
Historia general de España (1601)

Se instaló en el colegio de la Compañía en Toledo y en ese semirretiro se consagró a la redacción de sus libros. En 1578 recibió el encargo de informar sobre la presunta heterodoxia de los ocho volúmenes de la políglota Biblia regia cuya edición había dirigido en Amberes entre 1568 y 1572 el humanista Benito Arias Montano, en particular sobre la versión siríaca del Nuevo Testamento; su informe, que le llevó dos años de estudio, fue favorable. Por entonces hizo amistad con el también talaverano García Loaysa y Girón, que fue su discípulo, amigo y protector (García fue nombrado a mediados de los ochenta preceptor del príncipe Felipe, futuro Felipe III, y más tarde fue nombrado incluso arzobispo de Toledo). Tenía ya tal reputación que, desde entonces, se le encomendaron otros trabajos parecidos e igual de delicados tales como la supervisión del Manual para la administración de los sacramentos, la reelaboración de las Actas de los concilios diocesanos de Toledo de 1582 y la redacción del Índice expurgatorio de 1584.
Mientras realizaba estos encargos y una edición de las Obras del polígrafo visigodo Isidoro de Sevilla, se puso a redactar una monumental historia de España en treinta libros, que comenzó a aparecer en Toledo en 1592 con el título de Historiae de rebus Hispaniae Libri XXX, cuya edición ampliada se editó en Maguncia en 1605. Entre tanto, se imprimió en Toledo su propia traducción al castellano con el título Historia general de España (1601). La obra abarca hasta la muerte de Fernando el Católico, porque, según sus palabras, «No me atreví a pasar más adelante y relatar las cosas más modernas, por no lastimar a algunos si decía la verdad, ni faltar al deber si la disimulaba».

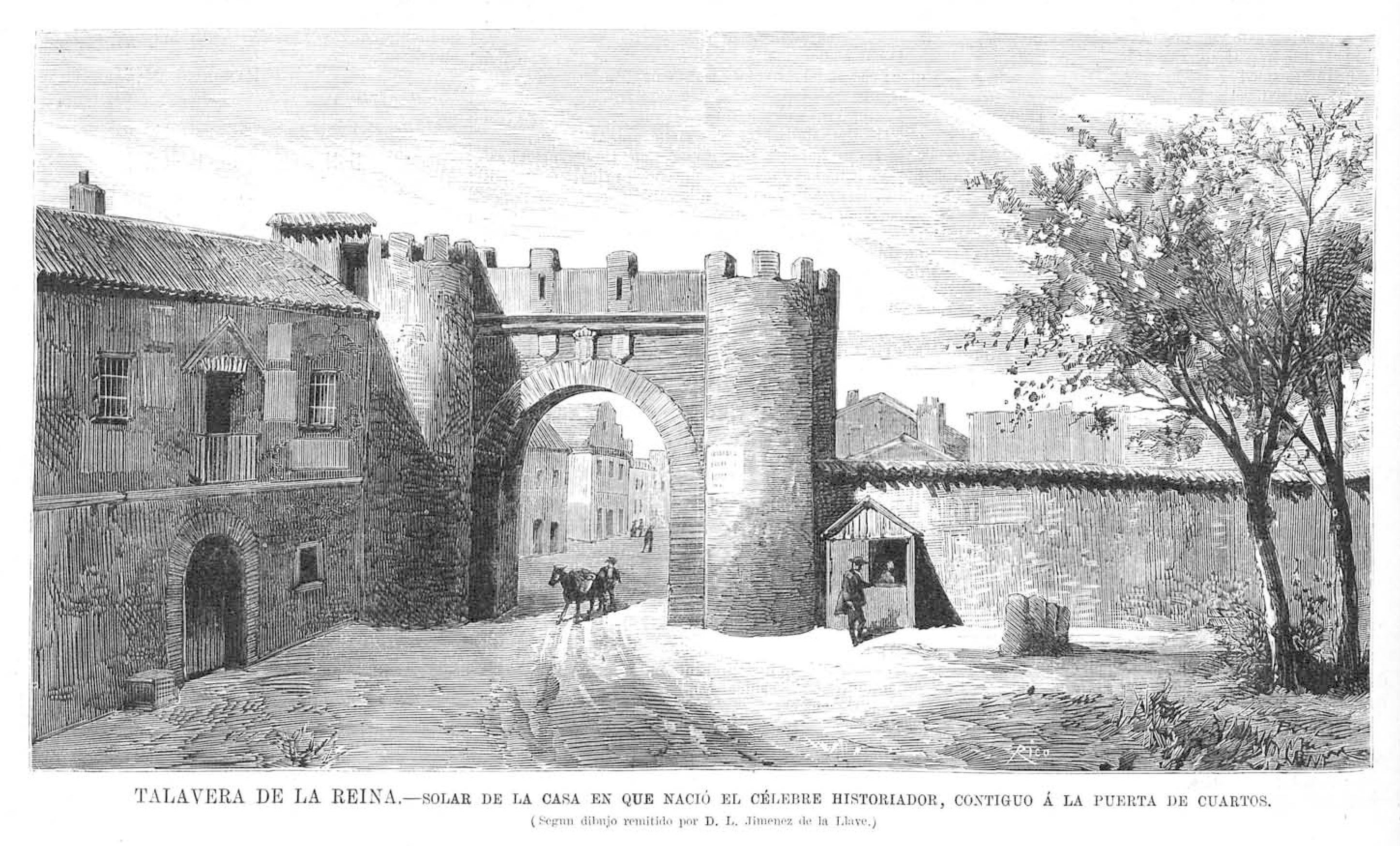
Solar de la casa de nacimiento de Juan de Mariana junto a la Puerta de Cuartos, en Talavera de la Reina, en un grabado del.

La muerte le sorprendió en Toledo a los ochenta y siete años, en 1624, y como siempre trabajando, en este caso en unos Escolios al Antiguo y Nuevo Testamento, obra de exégesis bíblica que se fundaba en el texto de la Vulgata.
Su Historia de España fue leída con avidez en los siglos XVII y XVIII, en que se tuvo por algo así como una versión canónica u oficial de la materia hasta el siglo XIX. Entonces, su trabajo fue sustituido por la Historia General de España (1850–1867) de inspiración liberal de Modesto Lafuente, pese a lo cual continuó siendo aún muy leída en diversas ediciones que se hicieron también en ese siglo y en especial en unas Obras del padre Juan de Mariana que fueron impresas en 1864 en los vols. XXIX y XXX de la Biblioteca de Autores Españoles con prólogo de Francisco Pi y Margall.
Cabe destacar que el nombre de Marianne, la personificación de la República Francesa, derivó de Juan de Mariana. Su pensamiento y su nombre reapareció durante la Revolución Francesa en sentido peyorativo, ya que los partidarios del Antiguo régimen —aristócratas contrarrevolucionarios— llamaban marianos a los revolucionarios representantes del pueblo, aludiendo a la influencia del pensamiento de Juan de Mariana.
La plaza en que se ubica el edificio del Ayuntamiento de Talavera de la Reina y un Paseo en la misma ciudad llevan su nombre; así como la plaza en la que está la iglesia de los jesuitas, en la ciudad de Toledo, entre otras. En 2005 se fundó el Instituto Juan de Mariana en su nombre.

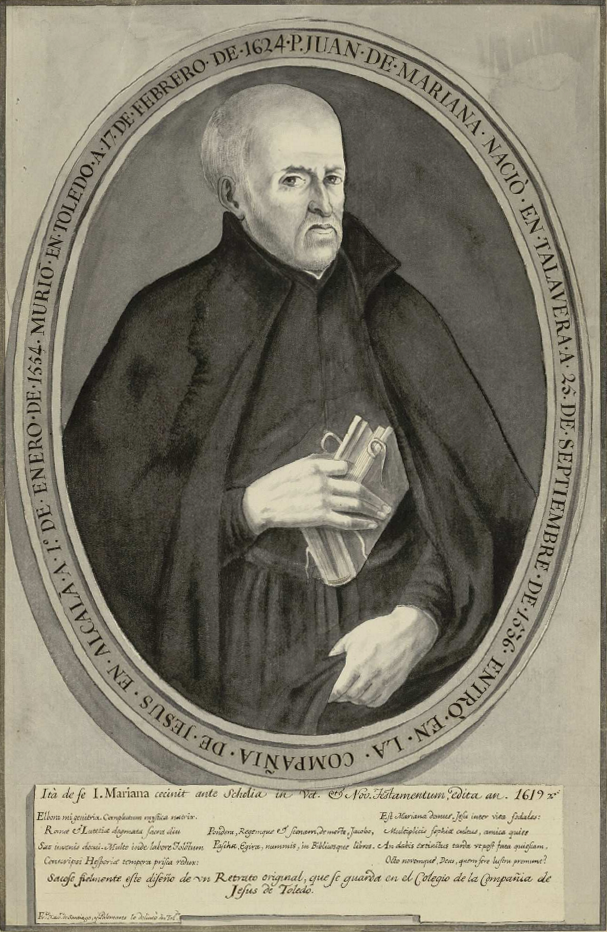
Juan de Mariana (retrato de Francisco Javier de Santiago Palomares, realizado en 1752).

## Obra
La independencia de juicio de sus escritos y su hipercriticismo le ocasionaron graves disgustos con el poder civil y eclesiástico, si bien solamente fue molestado en dos ocasiones.
En primer lugar fue por su De rege et regis institutione (Toledo, 1599), solemnemente quemado en 1610 como subversivo por el parlamento de París tras el asesinato de Enrique IV de Francia y que escribió a petición del preceptor de Felipe III de España, García Loaysa. Según sus acusadores, esta obra había dado legitimidad al tiranicidio, ya que su doctrina fue relacionada con el anterior asesinato de Enrique III de Francia por fray Jacobo Clemente en 1589, si bien Ravaillac, el asesino del rey francés Enrique IV de Francia, declaró no conocer el libro.

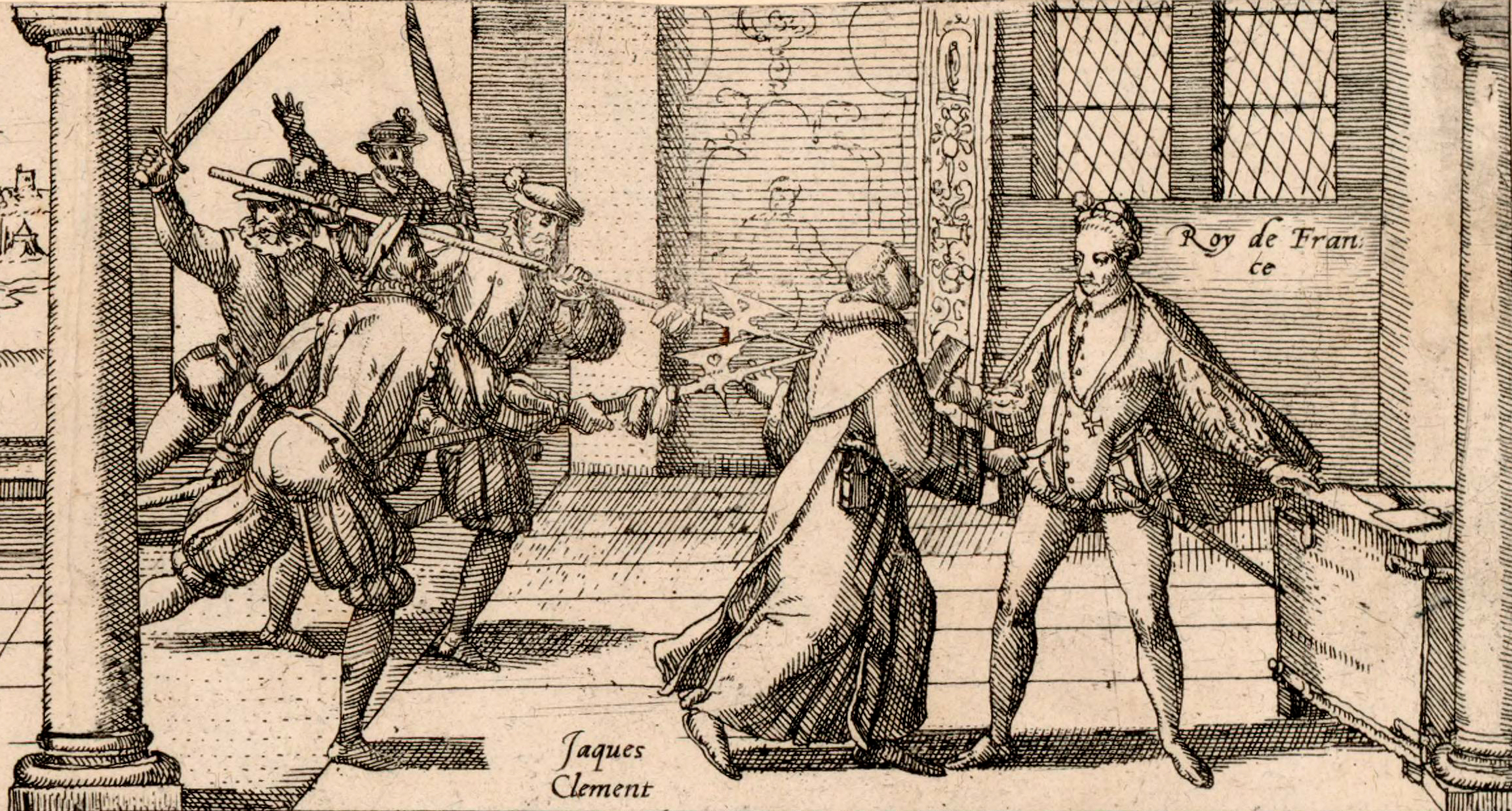
Asesinato de Enrique III de Francia a manos del monje Jacques Clément, en un grabado del siglo XVI. Este regicidio fue analizado y referenciado por Juan de Mariana en De rege et regis institutione, lo que la convirtió en una obra polémica.

Este tratado, escrito con el fin de contravenir el naturalismo político o maquiavelismo, como había hecho cuatro años antes Pedro de Rivadeneyra en su Princeps christianus adversus Nicholaus Machiavelum (1595), expone en primer lugar cómo ha de ser una monarquía y los deberes del rey, que ha de subordinarse como cualquier vasallo a la ley moral y al Estado. Después, expone la educación del príncipe cristiano siguiendo de cerca las teorías de Erasmo de Róterdam en su Enchiridion. Propone como máximo valor de un monarca la virtud cardinal de la prudencia, en su sentido aristotélico y sobre todo ha de impedir que los impuestos asfixien a las clases productoras del país. Inspirándose en Santo Tomás de Aquino, también justifica como éste la revolución y la ejecución de un rey por el pueblo si es un tirano.
La finalidad de la obra es establecer límites claros al poder político fundándose para ello en la tradición artistotélico-tomista, según la cual la sociedad es anterior al poder político y por lo tanto aquella puede recuperar sus derechos originales si el Gobierno no le es de utilidad. Por eso desarrolla la doctrina sobre el tiranicidio, extensamente aceptada entre los autores escolásticos, ampliando el derecho de un individuo cualquiera para matar al tirano. Pero aún va más allá, y algunos han visto bosquejadas en muchas de sus ideas principios plenamente liberales, aunque subordinados siempre a la religión. 
En cuanto a la teoría política implícita en Juan de Mariana, se puede decir que fue una figura de la tradición clásica hispánica, que en aquella época se oponía al protestantismo y siglos más tarde se opondría al liberalismo. Su ideal de Ley y Religión lo expone de manera clara y contundente: 

Si cada príncipe en su reino dejase a su arbitrio o al de sus súbditos lo que debe sentirse y pensarse en materias religiosas, ¿cómo podría alcanzarse que hubiese armonía y unidad entre todas las naciones, de modo que no pensasen indistintamente el alemán y el español sobre Dios y la inmortalidad del alma? ¿Cómo podría alcanzarse que fuese uno mismo el parecer del francés y del italiano, y del siciliano y del inglés, uno mismo el pensamiento y unas mismas sus palabras? ¿No había de suceder en breve que fuesen tantas las opiniones religiosas esparcidas por el mundo, tan diversos los ritos sagrados, tan varía la forma de la organización eclesiástica como varios y diversos son los juicios de los hombres? Por esto se reconoció la necesidad de establecer una sola cabeza, a quien estuviesen confiadas la organización de la Iglesia, la conservación de las antiguas ceremonias y la defensa de las leyes, cabeza a la cual obedeciesen todos los príncipes de la tierra y respetasen todos
(Año 1599)

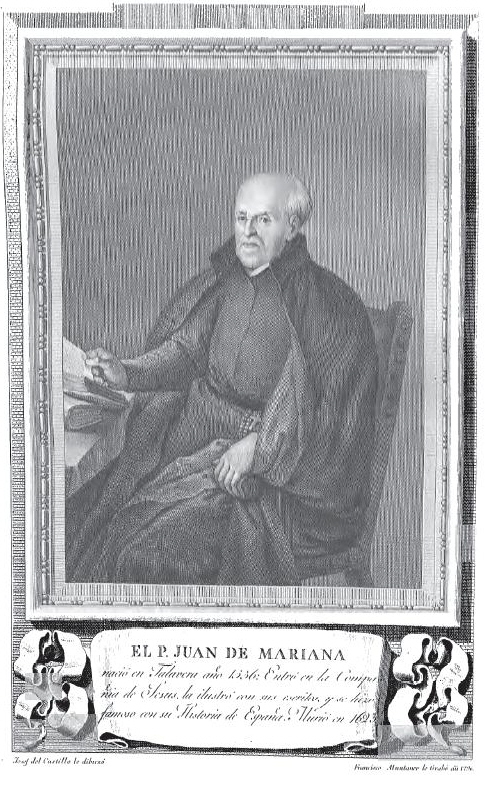
El padre Juan de Mariana, aguafuerte de Francisco Muntaner por dibujo de José del Castillo, 1790, Retratos de españoles ilustres.

La segunda molestia que sufrió fue cuando resultó encarcelado por un año y medio en Madrid, en 1607, por orden del mismo Felipe III y de su valido el Duque de Lerma a causa de su libro De monetae mutatione, cuarto de sus Tractatus septem (Colonia, 1609), que fue denunciado por las alusiones a los ministros que modificaron el peso de la moneda. En dicho tratado, uno de los siete que contiene el libro, denuncia duramente el robo de aquellos gobernantes que usaban el recurso que hoy llamaríamos inflación para financiar los gastos del Estado. 

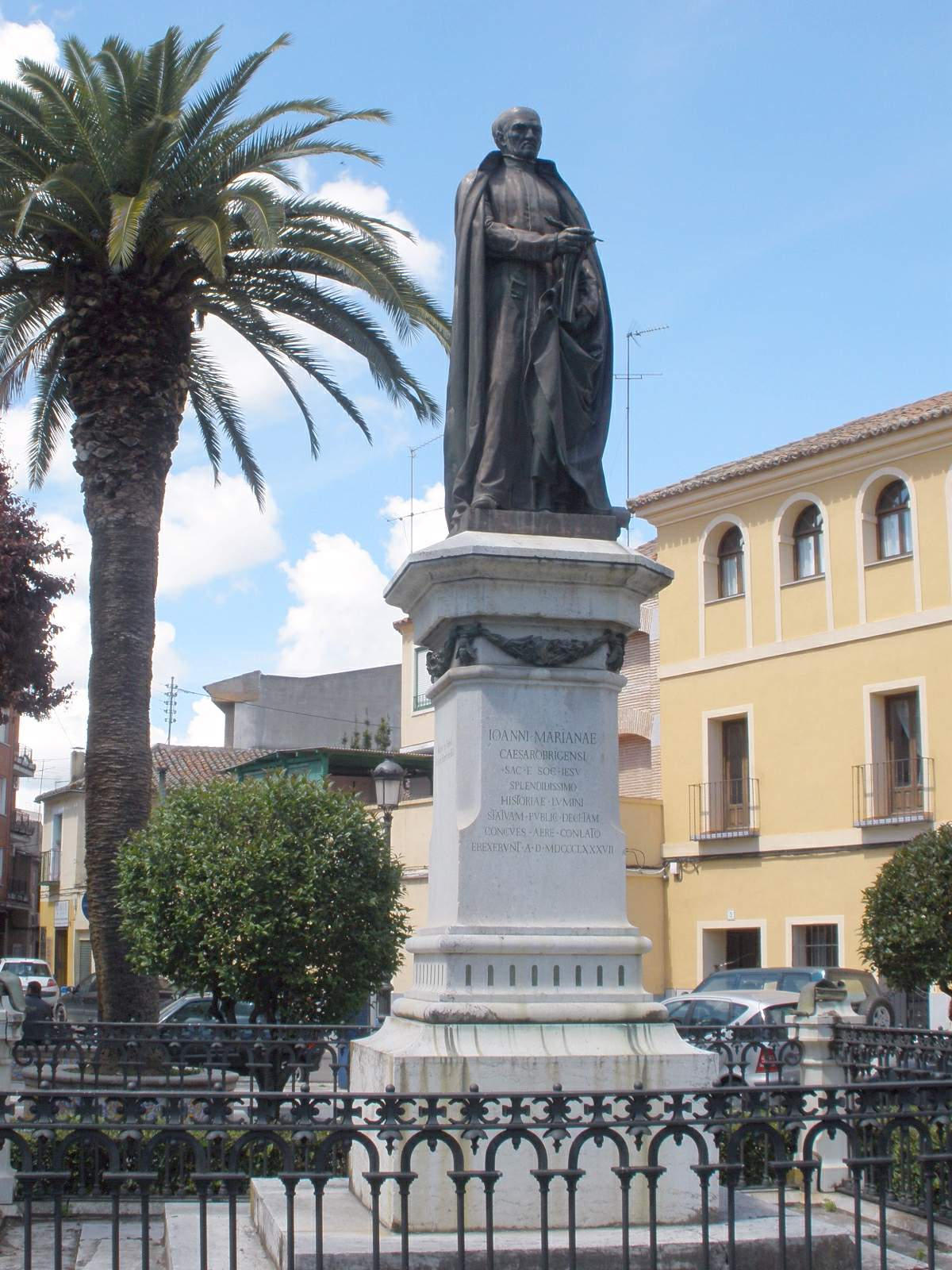
Monumento a Juan de Mariana, obra del escultor Eugenio Duque, en la Plaza homónima de Talavera de la Reina.

El contenido de los Siete tratados es el siguiente: «I, “De adventu Jacobi apostoli in Hispania o De la venida de Santiago a España”. II, “Pro editione Vulgatae o En torno a la edición de la Vulgata”. III, “De spectaculis o Sobre los espectáculos”. IV, “De monetae mutatione o Acerca de la alteración de la moneda”. V, “De die mortis Christi o El día de la muerte de Cristo”. VI, “De annis arabum o Sobre los años de los árabes”. VII, “De morte et inmortalitate o De la muerte y la inmortalidad”.». Como puede verse, fuera de la historia, sus intereses iban desde la cronología a la filología, la economía o la moral. Entre estos ensayos no se incluye uno publicado anteriormente.
Ya menor importancia tuvieron las fricciones con su orden. Así, su Discurso de las cosas de la Compañía le supuso la animadversión de las jerarquías de ésta. Hombre muy ocupado, hizo una edición de la obra de san Isidoro de Sevilla, y trabajó además en obras de filología oriental y como predicador, censor de exégesis, colaborador del Índice y consultor de la Inquisición.
Su obra principal son los Historiae de rebus Hispaniae libri XX (Toleti, typis P. Roderici, 1592). Una edición posterior más avanzada del propio recopilador es De rebus Hispaniae libri XXX, que se publicó en Maguncia en 1605. Durante este tiempo el autor había vertido la edición latina al español y esta apareció completa en Toledo en 1601, conteniendo los treinta libros de la edición latina. La última edición que pudo revisar y corregir (pues no estaba ciego, como creía Gregorio Mayáns), en dos tomos, se publicó en 1623; el primero en Madrid por el famoso impresor Luis Sánchez, y el segundo en Toledo, por Diego Rodríguez. La obra se extiende desde la más remota antigüedad hasta la época de los Reyes Católicos. Juan de Mariana fue un historiador obsesionado con la verdad y que apuró la crítica de los cronicones anteriores hasta donde era posible en su tiempo; aunque escribe en el latín internacional de la época, la raíz de su pensamiento es patriótica, pues pretende exponer la grandeza de su país narrando conjuntamente los hechos de todos los reinos hispánicos en torno a Castilla. La obra estableció el modelo de prosa historiográfica para los siglos siguientes subrayando vigorosamente todo lo que puede cautivar y atraer la atención del lector; cuida especialmente las descripciones de los lugares donde acaecen los hechos y el patetismo en las arengas y epístolas, así como las consideraciones sobre las veleidades de la fortuna, tomando por modelos a Tito Livio, Tácito y Tucídides. En España fue una obra muchas veces reimpresa y durante cerca de dos siglos fue la obra histórica más leída. En el resto de Europa la obra fue leída sobre todo en Alemania y bastante menos en otros países; se tradujo al inglés en 1699 por John Stevens.
Además de las obras mencionadas, de su correspondencia y de sus notas a la edición de las obras de San Isidoro y de sus informes como consultor del Santo Oficio se conservan diez tomos de manuscritos de este autor. En sus Scholia in Vetus ac Novum Testamentum (Amberes y París, 1620) están sus versificaciones en dísticos latinos de varios libros sagrados: Proverbios, Eclesiastés y Cantar de los cantares.

### Manuscritos
- Mariana, Juan de, S.J., Tratado del gobierno de la Compañía de Jesus, Madrid BNE, Ms. 2480, 46 f. (cop. s. XVIII) ; Barcelona BUB, Ms. 1010, f. 18-28; Discurso de las cosas de la Compañía, Madrid BNE, Ms. 3470-I, f. 2-69; Ms. 5516 [ed. in Biblioteca de Autores Españoles XXX, 595-617]; Id., Ms. 3470, f. 2-69.
- Mariana, Juan de, S.J., Compendio y traducción en latin de la Biblioteca Griega de Phocio (s. XVII), Madrid BNE, Ms. 9203, 361 f.
- Mariana, Juan de, S.J., Tratado y discurso sobre la moneda de vellón, Madrid BNE, Ms. 2187

### Obras impresas
- Mariana, Juan de, S.J., Historia de rebus Hispaniae, Toledo, 1592; La Haya, 1733 ; Historia general de España, Toledo, 1601; Madrid, 1608; Madrid, 1617; Madrid y Toledo, 1623; Madrid, 1650; Amberes, 1751; Madrid, 1780-82; ed. Benito Monfort, Valencia, 1783; Madrid, 1794
- Mariana, Juan de, S.J., De Rege et regis institutione, Toledo, 1599 (repr. Aalen 1969) ; Maguncia, 1605
- Mariana, Juan de, S.J., De ponderibus et mensuris, Toledo, 1599
- Mariana, Juan de, S.J., Scholia in Vetus et Novum Testamentum, Madrid, 1619; París, 1620
- Mariana, Juan de, S.J., Tractatus septem: De adventu Jacobi Apostoli in Hispaniam; Pro editione vulgata; De spectaculis; De monetae mutatione; De die mortis Christi; De annis arabum; De morte et immortalitate, Köln, 1609
- Mariana, Juan de, S.J., Tratado y discurso sobre la moneda de vellón, Madrid, Inst. Est. Fiscales, 1987
- Mariana, Juan de, S.J., De monetae mutatione, 1609
- Mariana, Juan de, S.J., Discurso de los grandes defectos que hay en la forma del gobierno de los Jesuitas, Burdeos, 1625; Discurso de las enfermedades de la Compañía de Jesus, 1768; Tratado de los casos íntimos de la Compañía de Jesus, 1931

### Traducciones
- Mariana, Juan de, S.J., Del rey y de la institutición real, Madrid, 1950 (BAE, vol. 31)
- Mariana, Juan de, S.J., Über die Münzveränderung, lateinisch-deutsch, Herausgegeben, übersetzt und kommentiert von Josef Falzberger, Heidelberg, 1996
- Mariana, Juan de, S.J., The King and the Education of the King, transl. George Albert Moore, Washington, D.C., 1948